# لغات الحب الخمس
لغات الحب الخمس: كيف تعبر عن حبك العميق لشريك حياتك (بالإنجليزية: The Five Love Languages: How to Express Heartfelt Commitment to Your Mate) هو كتاب صادر في عام 1992 لكاتبه غاري تشابمان. يحدد فيه خمس طرق للتعبير عن الحب وتجربته بين الشركاء العاطفيين والتي يدعوها تشابمان «لغات الحب».

## ملخص
وفقًا لتشابمان فإن الطرق الخمس للتعبير عن الحب وتجربته بين الشركاء والتي يدعوها «لغات الحب» هي:
- تلقي الهدايا
- قضاء الأوقات الممتعة
- كلمات التأكيد
- الأعمال الخدمية
- الاتصال الجسدي[2]

يقدم أمثلة من عمله في الإرشاد النفسي، بالإضافة إلى أمثلة للمساعدة على تحديد لغة الحب الخاصة بالقارئ.
يدعي تشابمان أن يورد قائمة شاملة للغات الحب في كتابه. وفقًا لنظريته فإن كل فرد يمتلك لغة حب رئيسية وأخرى ثانوية.
يقول تشابمان أن طريقة اكتشاف لغة الحب الخاصة بالآخرين هي مراقبة طريقة تعبيرهم عن حبهم للآخرين، وتحليل الأشياء التي يتذمرون بشأنها وما يطلبونه من شركاء حياتهم في الغالب. يخلص إلى نظرية تقول إن الأشخاص يميلون إلى تقديم الحب بشكل طبيعي من خلال طرق يفضلون تلقي الحب من خلالها، ويمكن تحقيق تواصل أفضل بين الثنائي عندما يستطيع كل واحد إظهار اهتمامه بالآخر من خلال لغة الحب التي يفهمها الشخص المتلقي. مثال عن ذلك: عندما تكون لغة الحب الخاصة بالزوج هي الأعمال الخدمية، قد يصيبه الإرباك عندما يغسل الملابس لزوجته ولا تتلقى هي ذلك على أنه تعبير عن الحب، وتراه ببساطة على أنه يقوم بواجباته المنزلية، لأن لغة الحب التي تفهمها هي كلمات التأكيد (التأكيد اللفظي على حبه لها). فقد تحاول استخدام ما تراه قيّمًا، أي كلمات التأكيد للتعبير عن حبها له، وهو لن يُقدِّر ذلك على النحو الذي تفعله هي. عندما تفهم لغة الحب الخاصة به وتجز العشب عنه، سوف يتلقى ذلك عبر لغة الحب الخاصة به على أنه فعل للتعبير عن حبها له، وكذلك الأمر عندما يخبرها أنه يحبها، فإنها ستقدر ذلك على أنه تعبير عن الحب.
لم يكن هنالك أبحاث كافية لاختبار صحة نموذج تشابمان وفيما لو كان من الممكن تعميمه. يقول إغبرت (2006) إن كتاب لغات الحب الخمس قد يكون صحيحًا إلى حد ما على اعتباره مقياسًا نفسيًا بغض النظر عن طبيعته النظرية.

## التلقي

### الأداء التجاري
بيعت 8,500 نسخة من الكتاب في عامه الأول، أكثر بأربع مرات من توقعات الناشر. بيعت في السنة التالية 17,000 نسخة، و137,000 نسخة بعد عامين. وظهر الكتاب في قائمة نيويورك تايمز لأكثر الكتب مبيعًا منذ شهر أغسطس من عام 2009. صدرَت نسخة جديدة منقحة من كتاب لغات الحب الخمس في الأول من يناير من عام 2015.

## كتب ذات صلة
كتب تشابمان منذ عام 1992 العديد من الكتب ذات الصلة بلغات الحب الخمس، بما في ذلك لغات الحب الخمس للأطفال في عام 1997، ولغات الحب الخمس للعازبين في عام 2004. شارك تشابمان في عام 2011 في تأليف لغات التقدير في مكان العمل الخمس مع د. بول وايت، وطُبقَت في ذلك الكتاب مبادئ لغات الحب الخمس على العلاقات القائمة في مكان العمل. يوجد أيضًا إصدارات خاصة من الكتاب مثل لغات الحب الخمس (الطبعة العسكرية) في عام 2013 الذي شارك تشابمان في تأليفه مع جوسلين غرين.

## وصلات خارجية
- Official Website: The 5 Love Languages